# Natan ha-Babli (Geschichtsschreiber)
Natan ben Isaac ha-Kohen ha-Babli, der Babylonier, war ein jüdischer Geschichtsschreiber des 10. nachchristlichen Jahrhunderts.

## Leben
Natan ha-Babli lebte vermutlich in Bagdad. Er verfasste ein beinahe nur aus hebräischen Fragmenten bekanntes, ursprünglich in arabischer Sprache geschriebenes Werk über die Juden Bagdads (Akhbār Baghdād) und schildert darin die rabbinischen Akademien von Sura und Pumbedita, Funktionen und Privilegien des Exilarchen. Die Fragmente enthalten auch Details zu den Kontroversen, die im 10. Jahrhundert innerhalb des babylonischen Judentums stattfanden. Ein erstes Fragment, in welchem die Zeremonien bei der Installation eines Exilarchen geschildert sind, wurde bereits 1566 auf Hebräisch veröffentlicht.

## Ausgaben
- A. Neubauer: Medieval Jewish Chronicles and Chronological Notes, Band 2, Oxford 1895, S. 77–88
- Alexander Harkavy in: Festschrift für A. Berliner, Berlin 1903, S. 34–43
- Israel Friedlaender: The Arabic Original of the Report of R. Nathan Hababli. In: The Jewish Quarterly Review 17/4 (1905), S. 747–761